# Arnon (Neuenburgersee)
Der Arnon ist ein rund 20 km langer Zufluss des Neuenburgersees im Kanton Waadt in der Schweiz. Er entwässert einen Abschnitt des nördlichen Waadtländer Juras und der Landschaft am Jurasüdfuss. Er liegt im Flusssystem der Thielle und gehört damit zum Einzugsgebiet des Rheins.

## Name
Die erste urkundliche Erwähnung des Arnon erfolgte 1177 unter dem Namen Ysernum. Später erschienen die Bezeichnungen Lyserne, Sernon (1312), Lysernon (1336) und Lussernon (1364). Daraus entwickelte sich mit der Zeit der heutige Flussname. Die ursprüngliche Bezeichnung geht möglicherweise auf das keltische Wort isara (die Ungestüme, die Schnelle) zurück, die auch in anderen Flussnamen erhalten ist (z. B. Isère).

## Geographie

### Verlauf
Das Quellgebiet des Arnon befindet sich auf rund 1220 m ü. M. oberhalb von Sainte-Croix zwischen dem Passübergang Col des Etroits und dem Gipfel des Cochet auf der Jurakette des Chasseron. Der Bach fliesst zunächst in einem kleinen Tal unterhalb des Berges La Broutire und dann südwärts durch die Ortschaft Sainte-Croix, wo er grösstenteils eingedolt ist. Unterhalb des Siedlungsgebietes La Sagne erreicht er die Senke mit dem Feuchtgebiet Mouille de la Sagne (1020 m ü. M.), das als Hoch- und Übergangsmoor von nationaler Bedeutung geschützt ist.
Aus dem Moorgebiet fliesst der Bergbach nach Osten durch ein Tal, das auf der Nordostseite der Krete der Aiguilles de Baulmes die Kalkschichten der ersten Jurakette als Klus schneidet. Er passiert die enge Schlucht Gorges de Covatanne und überwindet auf dieser 3,5 km langen Strecke eine Höhendifferenz von fast 450 m. Der Fussweg entlang dem Wildbach durch die eindrückliche Schlucht mit hohen Felswänden und vielen geologischen Aufschlüssen ist eine touristische Sehenswürdigkeit des Kantons Waadt.
Bei Vuiteboeuf erreicht der Arnon auf 580 m ü. M. den Jurasüdfuss. Von rechts nimmt er die Baumine auf, einen Bergbach, der südlich der Aiguilles de Baulmes entspringt. Mehrere Kilometer weit fliesst der Bach nach Nordosten direkt am Jurafuss und nördlich des Plateaus von Peney. Das Flusstal ist in diesem Abschnitt rund 100 bis 300 m breit; es wird im Süden durch den Höhenrücken Miriau vom Schweizer Mittelland getrennt.
Bei Vugelles wendet sich die Flussniederung bei Fiez vom Jurafuss weg und strebt durch die von Moränen geprägte Hügellandschaft zum Neuenburgersee, in welchen er etwa drei Kilometer nordöstlich von Grandson an der Gemeindegrenze zu Bonvillars mündet. Die natürliche Uferlandschaft nördlich der Arnonmündung liegt am Rand des Gebiets Grèves vaudoises de la rive nord du lac de Neuchâtel, das als Objekt des Bundesinventars der Landschaften und Naturdenkmäler von nationaler Bedeutung (BLN-Gebiet 1203) verzeichnet ist.

### Einzugsgebiet
Das ca. 90 km² grosse Flussgebiet des Arnon grenzt an die Einzugsgebiete mehrerer Fliessgewässer, die alle ebenfalls in den Neuenburgersee münden: im Süden an jenes der Orbe (Fluss), die bei Orbe zusammen mit dem Talent die Thielle bildet, des Mujon, der Brine und des Grandsonnet; im Norden an jenes der Areuse.
Das Einzugsgebiet des Arnon wird über den Zihlkanal, die Aare und den Rhein zur Nordsee entwässert.
Es besteht zu 49,1 % aus bestockter Fläche, zu 43,6 % aus Landwirtschaftsfläche, zu 6,6 % aus Siedlungsfläche und zu 0,7 % aus unproduktiven Flächen.
Die Flächenverteilung
Die mittlere Höhe des Einzugsgebietes beträgt 952,4 m ü. M.

### Zuflüsse
- Le Nantet (links)
- La Baumine (rechts)
- Ruisseau du Bois de la Mothe (rechts)
- Le Fontanay (links)
- Ruisseau de Bullet (links)
- Ruisseau de Recreux (links)
- La Diaz (links)
- Ruisseau des Creuses (links)
- Ruisseau du Pontet  (links)

## Hydrologie
Bei der Mündung des Arnon in den Neuenburgersee beträgt seine modellierte mittlere Abflussmenge (MQ) 2,51 m³/s. Sein Abflussregimetyp ist nivo-pluvial jurassien und seine Abflussvariabilität beträgt 26.

## Geschichte
Schon zur Römerzeit diente das obere Arnontal mit dem Col des Etroits als wichtiger Übergang im Jura. Die wilde Schlucht von Covatanne musste dabei umgangen werden. Seit dem Mittelalter wurde der Passweg an einer Engstelle oberhalb der Schlucht durch eine Burg der Herren von Grandson kontrolliert.
Die Wasserkraft des Arnon wurde an verschiedenen Orten für den Betrieb von Mühlen, Sägereien und Schmieden genutzt.

## Brücken
Der Arnon wird auf seinem Lauf von mehreren Verkehrswegen überquert. Die Hauptstrasse 5 und die Autobahn A5 sowie die Bahnstrecke Lausanne–Biel/Bienne führen bei Grandson über den Fluss. Zudem überqueren ihn bei der Covatanneschlucht die schmalspurige Bahnstrecke Yverdon–Ste-Croix und die Hauptstrasse 151 und auf dem ganzen Lauf mehrere Regionalstrassen und einige Fussstege.